# Reinhold Bachler
Reinhold Bachler (n. 26 decembrie 1944, Eisenerz, Stiria, Austria) este un săritor cu schiurile ce a reprezentat Austria, medaliat olimpic. A participat la două ediții ale Jocurilor Olimpice (1968, 1976) în care a câștigat o medalie de argint.